# Dekanat Lądek-Zdrój

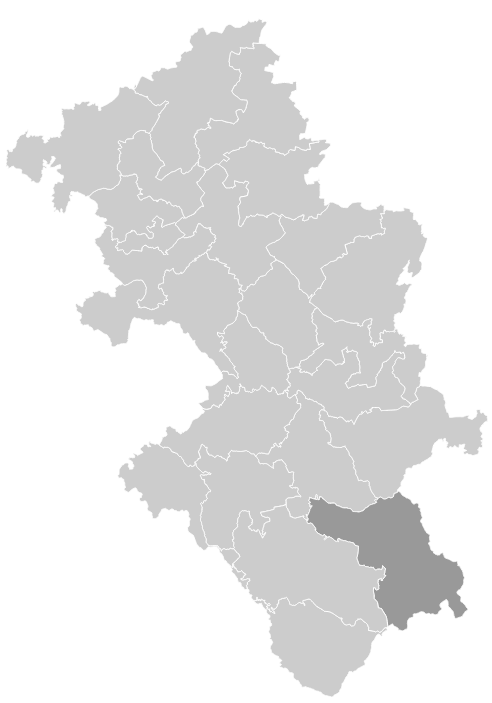
Położenie na mapie diecezji

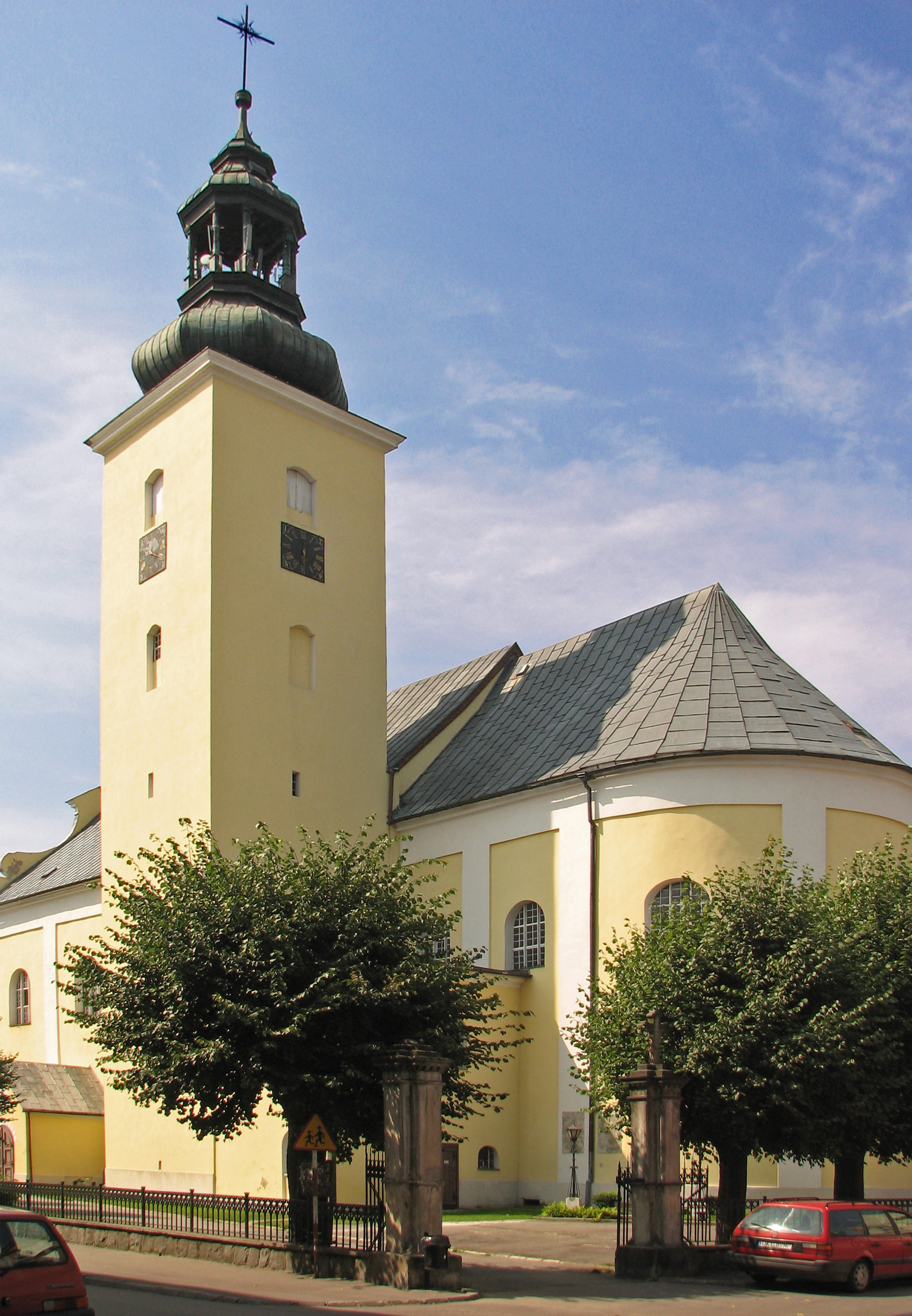
Kościół w Lądku-Zdroju

Dekanat Lądek-Zdrój – dekanat w rzymskokatolickiej diecezji świdnickiej, położony w południowo-wschodniej części diecezji.
Dekanat znajduje się na terenie województwa dolnośląskiego, w powiecie kłodzkim. Obejmuje swoim zasięgiem gminy: Lądek-Zdrój, Stronie Śląskie oraz południowo-wschodnią część gminy Kłodzko. Jego siedziba ma miejsce w Lądku-Zdroju, w kościele Narodzenia NMP.

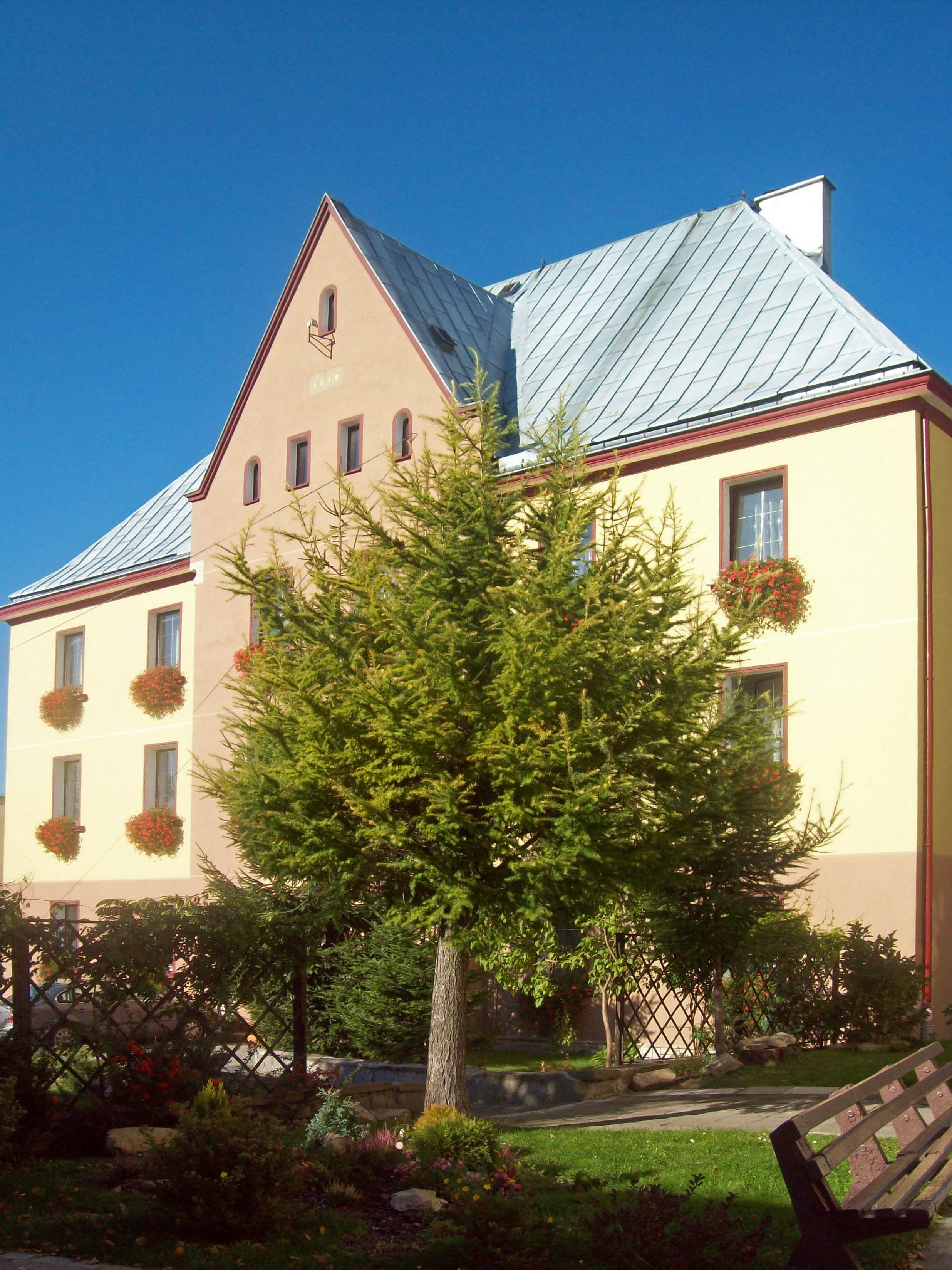
Siedziba dekanatu

## Historia
Obszar obecnego dekanatu Lądek-Zdrój wchodził od czasów średniowiecza w skład dekanatu kłodzkiego, podniesionego w XIX w. do rangi wielkiego dekanatu. Po zakończeniu II wojny światowej znalazł się on w granicach Polski. Decyzją ówczesnych władz kościelnych został on włączony w obręb administratury apostolskiej archidiecezji wrocławskiej ze stolicą biskupią we Wrocławiu, pozostając formalnie w granicach archidiecezji praskiej.
Na początku 1946 dokonano podziału wielkiego dekanatu na cztery mniejsze jednostki, wśród których znalazł się dekanat Kłodzko, obejmujący obszar Kotliny Kłodzkiej i Masywu Śnieżnika. W czerwcu 1972 dekanat został usankcjonowany zgodnie z prawem kanonicznym i oficjalnie włączono go do archidiecezji wrocławskiej na mocy decyzji papieża Pawła VI.
W 1982 abp Henryk Gulbinowicz, metropolita wrocławski, dokonał podziału dekanatu Kłodzko na dwie mniejsze jednostki ze stolicami dekanalnymi w Kłodzku i Lądku Zdroju.

### Dziekani lądeccy (od 1982)
| L.p. | Lata rządów | Imię i nazwisko        | Parafia                                                               |
| ---- | ----------- | ---------------------- | --------------------------------------------------------------------- |
| 1.   | 1982–1995   | ks. Stanisław Franczak | parafia św. Jana Chrzciciela w Ołdrzychowicach Kłodzkich              |
| 2.   | 1995–2002   | ks. Andrzej Kuźmicki   | parafia Matki Bożej Królowej Polski i św. Maternusa w Stroniu Śląskim |
| 3.   | 2002-2017   | ks. Marek Połochajło   | parafia Narodzenia NMP w Lądku-Zdroju                                 |
| 4.   | od 2017     | ks. Aleksander Trojan  | parafia Narodzenia NMP w Lądku-Zdroju                                 |

## Parafie i miejscowości
W skład dekanatu wchodzi 8 parafii:

### parafia św. Józefa Oblubieńca
- Bolesławów → kościół parafialny
- Kamienica
- Kletno
  - Klecienko
- Nowa Morawa
- Stara Morawa

### parafia Narodzenia NMP
- Karpno → filia NMP od Zagubionych
- Kąty Bystrzyckie → filia św. Katarzyny
- Lądek-Zdrój → kościół parafialny oraz filie NMP Uzdrowienia Chorych, św. Jerzego i św. Rocha
- Lutynia → filia św. Jana Nepomucena
  - Ułęże
- Wójtówka → filia św. Antoniego
- Wrzosówka → filia św. Karola Boromeusza

### parafia św. Jana Chrzciciela
- Bielice → filia św. Wincentego i św. Walentego
- Młynowiec (do parafii należy tylko przysiółek tej wsi)
  - Popków
- Nowy Gierałtów → kościół parafialny
- Stary Gierałtów → filia św. Michała

- Ołdrzychowice Kłodzkie → kościół parafialny
- Piotrowice
  - Piotrowice Dolne
  - Piotrowice Górne → filia Świętej Rodziny
- Rogówek
- Romanowo

### parafia św. Mikołaja
- Konradów → filia Podwyższenia Krzyża Świętego
- Orłowiec → filia św. Sebastiana
- Radochów → kościół parafialny
  - Skowronki
  - Ugór

### parafia Matki Bożej Królowej Polski i św. Maternusa
- Goszów
- Janowa Góra → filia św. Jana Nepomucena
- Młynowiec
- Sienna → filia św. Michała
- Stojków
- Strachocin
- Stronie Śląskie → kościół parafialny i filia Zmartwychwstania Pańskiego
- Stronie-Wieś

### parafia św. Andrzeja
- Skrzynka → filia św. Bartłomieja
- Trzebieszowice → kościół parafialny

### parafia św. Marcina
- Marcinów → filia NMP Częstochowskiej
- Żelazno → kościół parafialny

Powyższy wykaz przedstawia wszystkie miasta, wsie oraz dzielnice miast, przysiółki wsi i osady w dekanacie.